# Xã Montour, Quận Columbia, Pennsylvania
Xã Montour (tiếng Anh: Montour Township) là một xã thuộc quận Columbia, tiểu bang Pennsylvania, Hoa Kỳ. Năm 2010, dân số của xã này là 1.344 người.